# Leon Neil Cooper

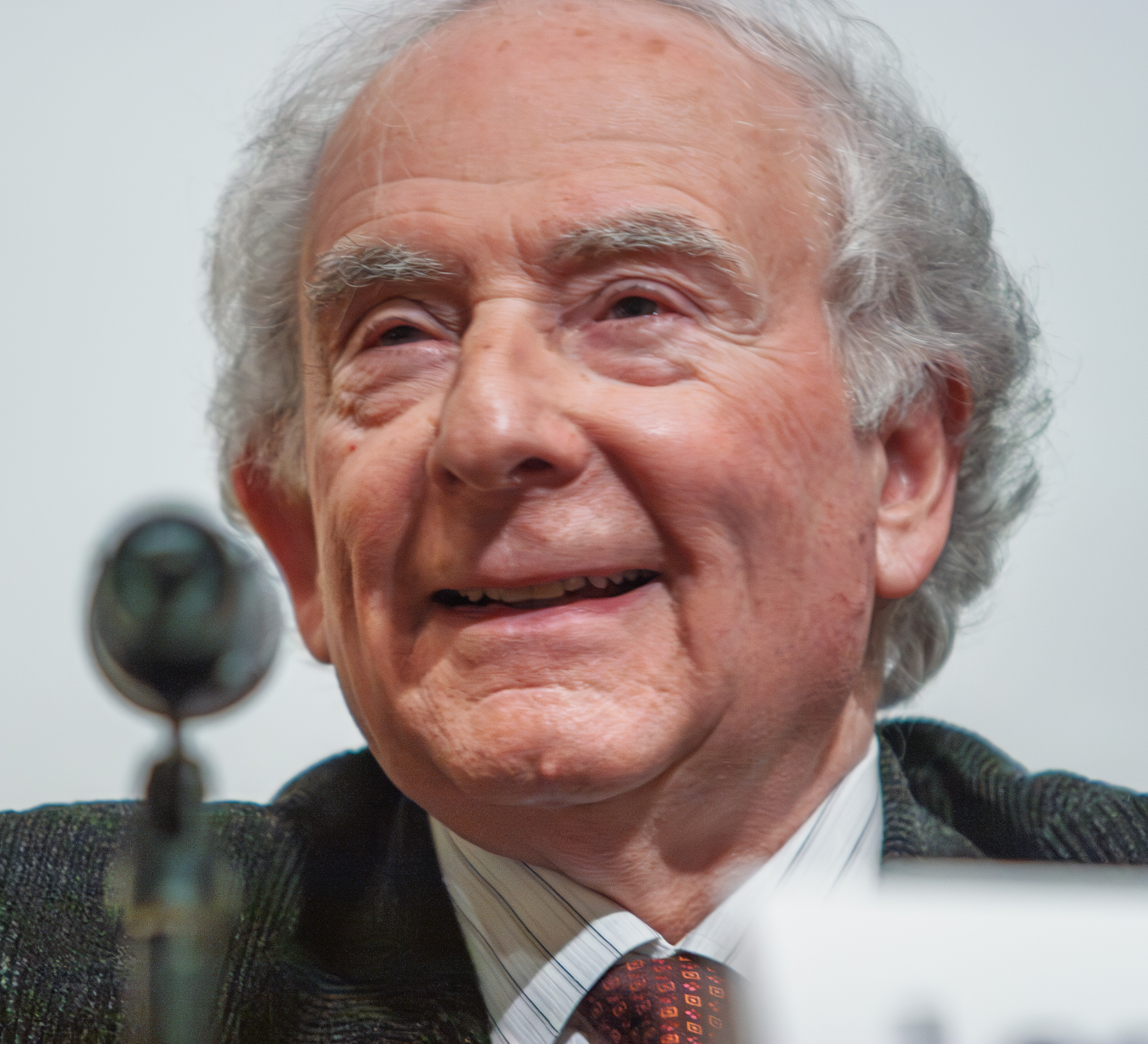
Leon Cooper, 2007

Leon Neil Cooper (* 28. Februar 1930 in New York City, New York; † 23. Oktober 2024 in Providence, Rhode Island) war ein US-amerikanischer Physiker. Er erhielt den Nobelpreis für Physik 1972 gemeinsam mit John Bardeen und John Robert Schrieffer für die Mitentwicklung der BCS-Theorie, die zur Erklärung der Supraleitung beiträgt.

## Leben und Werk
Cooper studierte an der Columbia University (Bachelorabschluss 1951, Master 1953), wo er 1954 promovierte (Mu-Mesonic atoms and the electromagnetic radius of the nucleus). 1954/1955 war er am Institute for Advanced Study und danach bis 1957 an der University of Illinois at Urbana-Champaign. 1957 wurde er Assistant Professor an der Ohio State University und 1958 zunächst Associate Professor und ab 1962 Professor an der Brown University in Providence (Rhode Island). Ab 1966 war er dort „Henry Ledyard Goddard University Professor“ und ab 1974 „Thomas J. Watson Senior Professor of Science“. Ab 1992 war er Direktor des Instituts für Neurowissenschaften („Institute of Brain and Neural Systems“).
Der Hauptbeitrag von Cooper liegt in der BCS-Theorie. Die BCS-Theorie wurde zwischen 1955 und 1957 von John Bardeen und John Robert Schrieffer entwickelt und baut auf dem Konzept der Cooper-Paare auf, das unter besonderen Bedingungen eine paarweise Anordnung von Elektronen ermöglicht.
Später beschäftigte er sich mit der Theorie des Gehirns, neuronalen Netzwerken und der Biologie des Lernens.
Seit 1975 war er Mitglied der National Academy of Sciences, deren Comstock-Preis für Physik er 1968 mit Schrieffer erhielt. Außerdem war er Mitglied der American Philosophical Society, der Society for Neuroscience, der American Academy of Arts and Sciences und der American Association for the Advancement of Science. 1973 wurde er Ehrendoktor der Columbia University und der University of Sussex. Außerdem war er Ehrendoktor des Gustaphus Adolphus College, der University of Illinois (1974), der Brown University (1974), der Universität Paris VI (Pierre et Marie Curie) und der Ohio State University. 1977 erhielt er die französische Descartes Medal (Universität Paris René Descartes) und 2000 die Medaille des College de France. 1959 bis 1966 war er Sloan Research Fellow, 1963 Fellow der American Physical Society und 1965/66 Guggenheim Fellow. Er erhielt den Excellence Award Graduate Faculties der Columbia University und den John Jay Award des Columbia College.
Cooper hat an verschiedenen Institutionen im Ausland gelehrt und gearbeitet, darunter am Institut Pasteur und am Collège de France in Paris sowie an der Europäischen Organisation für Kernforschung (CERN) in Genf, Schweiz.

## Veröffentlichungen (Auswahl)
- Leon N. Cooper: Bound Electron Pairs in a Degenerate Fermi Gas. In: Physical Review. Band 104, Nr. 4, 1956, S. 1189–1190, doi:10.1103/physrev.104.1189.
- J. Bardeen, Leon N. Cooper, J. R. Schrieffer: Microscopic Theory of Superconductivity. In: Physical Review. Band 106, Nr. 1, 1957, S. 162–164, doi:10.1103/physrev.106.162.
- J. Bardeen, Leon N. Cooper, J. R. Schrieffer: Theory of Superconductivity. In: Physical Review. Band 108, Nr. 5, 1957, S. 1175–1204, doi:10.1103/physrev.108.1175.
- Leon N. Cooper: On the pairing interaction in the theory of superconductivity. In: Cargèse lectures in physics. Gordon and Breach, New York 1967.
- Leon N. Cooper: An introduction to the meaning and structure of physics. Harper and Row, New York 1968. (Digitalisat im Internet Archive)
- Leon N. Cooper: Origins of the theory of superconductivity. In: IEEE Transactions on Magnetics. Band 23, Nr. 2, 1987, S. 376–379, doi:10.1109/tmag.1987.1065151.
- Leon N. Cooper: How we learn, how we remember: toward an understanding of brain and neural systems. Selected papers of Leon Cooper. World Scientific 1995, ISBN 978-9810218140. (Digitalisat im Internet Archive)
- Leon N. Cooper: Memories and Memory: A Physicist’s Approach to the Brain. In: International Journal of Modern Physics A. Band 15, Nr. 26, 2000, S. 4069–4082, doi:10.1142/s0217751x0000272x.
- Leon N. Cooper, Nathan Intrator, Brian S. Blais, Harel Z. Shouval: Theory of cortical plasticity. World Scientific 2004, ISBN 978-9812387462.